# Colibi, Alba
Colibi (în maghiară Szekas) este un sat în comuna Ohaba din județul Alba, Transilvania, România.

## Date geologice
Pe teritoriul acestei localități se găsesc izvoare sărate. 

 Acest articol despre o localitate din județul Alba este deocamdată un ciot. Puteți ajuta Wikipedia prin completarea lui.